# Универзитет у Атини
Национални и Каподистриасов универзитет у Атини (грч. Εθνικό και Καποδιστριακό Πανεπιστήμιο Αθηνών) без престанка ради од свога оснивања 1837. што га чини најстаријим универзитетом у земљи. Познатији по краћем имену Универзитет у Атини. Реч Каподистриасов у пуноме називу додат је у част грчког државника Јоаниса Каподистријаса (грчки:Ιωάννης Καποδίστριας). Данас је Универзитет у Атини други највећи универзитет у Грчкој након Аристотеловог универзитета у Солуну са седиштем у периферији Централне Македоније на северу земље.

## Историја
Универзитет у Атини је основан 3. маја 1837. године одлуком грчког краља Ота по коме је добио и име Отонов универзитет (Οθώνιον Πανεπιστήμιον). Универзитет у Атини био је први универзитет у Грчкој основан по завршетку Грчког рата за независност и један је од најстаијих универзитета у југоисточној Европи. Универзитет је и друга најстарија савремена академска институција у земљи након Јонске академије на острву Крфу. Универзитет је приликом оснивања био подељен на теолошки, правни, медицински и хуманистички (укључујући математику и примењене науке) факултет. У првој години постојања на иуниверзитету је радило 33 професора, а похађало га је укупно 52 редовних студената и 75 слушалаца. Универзитет је иницијално био смештен у резиденцији архитеката Стаматиса Клеантиса (Σταμάτιος Κλεάνθης) и Едуарда Шуберта (Eduard Schaubert) у згради у којој се данас налази универзитетски музеј, на северним обронцима Акропоља.
У новембру 1841. године универзитет се преселио у нову централну зграду коју је пројектовао дански архитекта Христијан Хансен. Зграда је пројектована у неокласицистичком стилу са намером да "комбинује монументалну величанственост са једноставношћу на нивоу људских димензија" и да гради облик основе у облику слова Н. Зграду је декорисао сликар Карл Рал који је формирао атинску трилогију коју чине Национална библиотека Грчке лево и зграда Атинске академије десно од зграде универзитета када се гледа са предње стране. Изградња централне зграде универзитета трајала је од 1839. до 1842-43. године. Изградња споредних крила зграде завршена је 1864. године. 1862. године Отонов универзитет преименован је у Национални универзитет након догађаја у којима је краљ напустио земљу. Институција је накнадно поново променила назив у данашњи пуни назив Национални и Каподистриасов универзитет у Атини.
До организационе промене у раду универзитета дошло је 1904. године када је Хуманистики факултет подељен на нови Хуманистички факултет и на Факултет природних наука у који су издвојена одељења за физику, математику и Школа за фармацију. 1919. године додато је одељење за хемију, а 1922. Школа фармације преименована је у Одељење за фармацију. Одређене измене учињене су и када је Стоматолошка школа додата у састав Медицинског факултета. У периоду од 1895. до 1911. године у просеку је 1,000 нових студената завршавало студије сваке године, а тај се број до почетка Првог светског рата повећао на око 2,000. Такав је пораст довео до увођења пријемних испита у академској години 1927-28. Од 1911. до 1932. године иституција је била подељена на Каподистриасов универзитет и на Национални универзитет да би потом две институције поново биле обједињене. Од 1954. године фиксан број студената који се у појединој години могу уписати на поједини факултет одређује Министрарсто просвете и религије, на основу предлога факултета. У 60-им годинама XX века почела је изградња новог универзитетског кампуса. 2013. године Сенат универзитета донео је одлуку о свим активностима у светлу одлуке Министарства просвете и религије о укидању 1,655 административних радних места на универзитетима широм земље. У изјави у поводу те одлуке Сенат је изјавио да је "било каква просветна, истраживачка и административна активност Универзитета у Атини објективно немогућа."

## Факултети и одељења
| Школе                                            | Одељења |
| ------------------------------------------------ | --- |
| Школа развоја пољопривреде, исхране и одрживости | - Одељење руралног развоја, агропрехране and управљања природним ресурсима - Одељење исхране и дијететике - Одељење студија туризма и алтернативног туризма |
| Школа образовања                                 | - Одељење основног образовања - Одељење образовања у раном детињству |
| Школа здравствених наука                         | - Одељење медицине - Одељење медицинске неге - Одељење стоматологије - Одељење фармације |
| Школа физичког васпитања и спортске науке        | - Одељење физичког васпитања и спортске науке |
| Школа теологије                                  | - Одељење теологије - Одељење социологије религије |
| Школа науке                                      | - Одељење аерокосмонаутике и технологије - Одељење математике - Одељење физике - Одељење информатике и телекомуникација - Одељење дигиталних технологија - Одељење биологије - Одељење хемије - Одељење геологије и геоокружења - Одељење историје и филозофије науке |
| Школа права                                      | - Одељење права |
| Школа економије и политикологије                 | - Одељење луке и бродског менаџмента - Одељење економије - Одељење комуникације и медијских студија - Одељење политикологије и јавне управе - Одељење турских и модерних азијских студија - Одељење пословне администрације - Одељење социологије - Одељење дигиталних уметности и кинематографије |
| Школа филозофије                                 | - Одељење филозофије - Одељење филологије - Одељење историје and археологије - Одељење психологије - Одељење филозофије, педагогије and психологије - Одељење музичких студија - Одељење позоришних студија - Одељење енглеског језика и књижевности - Одељење француског језика и књижевности - Одељење немачког језика и књижевности - Одељење италијанског јазика и књижевности - Одељење шпанског језика и књижевности - Одељење руског језика и славистике |

## Кампуси
Главни кампус је у у Ано Исилији, Зографу. Тамо се налазе факултети науке, теологије и филозофије. Факултет наука о животу је у Гуди, а Факултет физичког васпитања и спортске науке у атинском предграђу Дафни. Факултети медија, образовања, економије, права и јавне управе налазе се у неколико зграда близу центра Атине, заједно са неколико административним одељењима. Универзитетска администрација је првобитно била смештена у историјском неокласицистичком здању у улици Панепистимију, али је касније премештена у главни универзитетски кампус.
| Кампус       | Школе                                         | Независни факултети                          |
| ------------ | --------------------------------------------- | -------------------------------------------- |
| Ано Илисија  | Школа науке                                   |                                              |
| Ано Илисија  | Школа теологије                               |                                              |
| Ано Илисија  | Школа филозофије                              |                                              |
| Ано Илисија  | Факултет метологије, историје и теорије науке |                                              |
| Гуди         | Школа здравствених наука                      |                                              |
| Центар Атине | Школа права, економије и политикологије       |                                              |
| Центар Атине | Факултет комуникације и медијских студија     |                                              |
| Центар Атине | Факултет основног образовања                  |                                              |
| Центар Атине | Факултет образовања у раном детињству         |                                              |
|              | Факултет славистике                           |                                              |
|              | Факултет турских и модерних азијских студија  |                                              |
| Дафни        |                                               | Факултет физичког васпитања и спортске науке |